# Tragána (Phthiotide)
Tragána, en grec moderne : Τραγάνα, est un village du dème des Locriens, dans le district régional de Phthiotide, en Grèce-Centrale.
Selon le recensement de 2011, la population du village compte 864 habitants.